# Albert Corbacho de la Cruz
Alberto Corbacho De la Cruz (Palma, 1 d'octubre de 1984) és un jugador de bàsquet mallorquí que ocupa la posició d'aler. Actualment juga al Saski Baskonia de la lliga ACB.
És un jugador especialitzat en el tir exterior. La gran facilitat per armar el braç i sortir de bloquejos i llençar el fan ser un dels majors especialistes en tir triple de la Lliga ACB. La temporada  2012-13 aconseguí el rècord de mitjana de triples per partit per a un jugador espanyol, amb 3.2 triples per partit, anotant 111 de 280 intentats, amb un percentatge d'encert del 40%. També és destacable la seva fiabilitat en els tirs lliures, rondant una mitjana del 95% durant les temporades 2011-12 i 2012-13, en les que fou el líder estadístic en encerts durant aquests dos anys.

## Trajectòria
- 2003-2004 Unicaja B
- 2004-2006 CB Ciudad de Huelva
- 2006-2007 CAI Saragossa
- 2007-2008 Club Bàsquet L'Hospitalet
- 2008-2010 Club Baloncesto Breogán
- 2010-2015 Obradoiro
- 2015- Saski Baskonia